# Stolas
Stolas is een geslacht van kevers uit de familie bladkevers (Chrysomelidae).
De wetenschappelijke naam van het geslacht werd in 1820 gepubliceerd door Gustaf Johan Billberg.

## Soorten
- Stolas armirantensis Borowiec, 1999
- Stolas discoides (Linnaeus, 1758)
- Stolas echoma Borowiec, 1998
- Stolas erectepilosa Borowiec, 1998
- Stolas flavomarginata Borowiec, 1999
- Stolas helleri (Spaeth, 1915)
- Stolas imitatrix Borowiec, 1999
- Stolas intermedia Borowiec, 1999
- Stolas naponensis Borowiec, 1998
- Stolas nigrolineata (Champion, 1893)
- Stolas perezi Borowiec, 1998
- Stolas sanguineovittata Borowiec, 1998
- Stolas sanramonensis Borowiec, 2005
- Stolas scrobiculata (Boheman, 1850)[2][3]
- Stolas zumbaensis Borowiec, 1998